# 오바라 조지
오바라 조지(織原 城二, 한국명 김성종(金聖鐘), 1952년 -)는 일본의 기업인으로, 2건의 살인과 다수의 강간을 저지른 인물이다. 그가 저지른 일련의 강간 사건은 일본 역사상 가장 규모가 큰 사건으로 알려져 있다.

## 인물
오바라는 1952년 오사카에서 한국인 부모 사이에서 태어났다. 그의 부모는 열심히 일하여 대형 파치스로(ja) 점의 점주가 되어 부를 축적했고, 오바라는 이를 배경으로 명문 학교인 게이오 대학의 부속고등학교에 입학했다. 고등학교 재학 중 아버지가 사망하여 오바라는 아버지의 회사를 물려받았고, 이어 게이오 대학에 진학했다. 대학을 졸업한 이후 그는 일본 국적을 취득하여 귀화하였고, 이름을 오바라 조지로 고쳤다.
체포된 후 경찰의 수색을 통해 오바라가 모은, 4800여개에 달하는 포르노 영화가 담긴 비디오테이프가 발견되었다. 또한, 수사결과 400여명의 여성(그 중 150여명이 일본인)을 성폭행한 것으로 밝혀졌다.

## 사건 연표
- 1992년 : 가나가와현 즈시시에서 오스트레일리아인인 카리타 리지웨이(Carita Ridgeway)에게 마약을 탄 술을 마시게 한 뒤 성폭행하고 살해했다.[4]
- 1992년에서 2000년에 이르는 기간동안 오바라는 부유한 자신의 지위를 이용하여 다수의 여성을 유인, 성폭행했다.
- 2000년
  - 7월 1일 : 도쿄도 미나토구 롯폰기의 클럽에서 일하던 영국인인 루시 블랙맨(Lucie Blackman, 당시 21세)이 실종되었다.[5]
  - 7월 4일 : 루시의 언니인 소피가 루시를 찾아 도쿄에 옴. 이틀 뒤인 6일에는 아버지인 팀도 도쿄에 도착했다.
  - 7월 13일 : 일본을 방문중이던 토니 블레어 당시 영국 총리가 당시 일본 총리인 모리 요시로에게 이 사건의 해결을 촉구하여, 사건이 널리 알려지게 되었다.
  - 10월 : 오바라가 리지웨이 살해 혐의로 체포되었다.
- 2001년 1월 10일 : 가나가와현 미우라시의 바닷가 근처의 창고에서 블랙맨의 토막 사체가 발견되었다.
- 2003년 : 오바라가 도쿄 지방법원에 강간 및 살인 혐의로 기소됨.
- 2007년 4월 24일 : 1심이 오바라에 대해 리지웨이 살인 및 6건의 강간 혐의로 무기징역을 선고. 단 블랙맨 사건에 대하여는 무죄를 선고했다.[6]
- 2008년 12월 16일 : 2심인 도쿄 고등법원이 블랙맨 사건에 대해 무죄를 선고한 원심을 파기하고 사건을 1심으로 돌려보냈다.[7]